# Echoes (chanson)
Vous lisez un « bon article » labellisé en 2022.
Pour les articles homonymes, voir Echoes.
Pistes de Meddle
Seamus
Echoes est une chanson du groupe de rock britannique Pink Floyd, et la sixième et dernière piste de leur album Meddle sorti en 1971. Le morceau dure 23 minutes et demie et occupe la totalité de la deuxième face du disque. Il est composé en combinant une variété de thèmes et d'idées musicales, y compris des passages instrumentaux et des effets de studio, ce qui donne lieu à un long morceau. La musique est écrite par le groupe, tandis que les paroles de Roger Waters abordent les thèmes de la communication humaine et de l'empathie.
La chanson est interprétée régulièrement en concert par Pink Floyd entre 1971 et 1975, notamment dans le film Pink Floyd: Live at Pompeii sorti en 1972. Elle est ensuite utilisée pour les premiers concerts de la tournée de l'album A Momentary Lapse of Reason de 1987 mais est abandonnée lors des représentations suivantes. David Gilmour reprend Echoes pour sa tournée de 2006 On an Island Tour, à laquelle participe Richard Wright, mais il abandonne le morceau après la mort de ce dernier en 2008. L'enregistrement studio est utilisé dans le film Crystal Voyager de 1973, tandis qu'une version éditée figure sur la compilation Echoes: The Best of Pink Floyd sortie en 2001.
Echoes est considérée par les critiques comme une chanson importante qui marque la transition entre les premiers morceaux expérimentaux de Pink Floyd et leurs morceaux à succès ultérieurs. Plusieurs publications la considèrent comme l'une des meilleures chansons du groupe. Les membres du groupe ont des avis partagés sur le morceau, mais il fait partie des préférés de Wright.

## Historique

### Composition et enregistrement
La composition d’Echoes commence en tant que collection d'expériences musicales séparées, dont certaines sont des restes de sessions d'enregistrement d'albums précédents. Le groupe arrange ensuite les morceaux pour en faire une pièce cohérente, appelée à l'origine Nothing, Parts 1-24. Certaines parties sont composées par un seul membre sans aucune idée de ce que le reste du groupe a ou va jouer, tandis que d'autres sont conçues simplement en suivant des idées vagues telles que « les deux premières minutes [sont] romantiques, les deux suivantes [ont] un tempo plus élevé »,. Tout n'est pas utilisé pour le morceau final. Les prises non-retenues comprennent notamment la prononciation d'une phrase à l'envers, de sorte qu'elle soit compréhensible en inversant la bande bien qu'étrange. Durant le reste du travail, la collection est appelée successivement The Son of Nothing et The Return of the Son of Nothing ; ce dernier titre est utilisé pour introduire le morceau encore inédit lors de ses premières représentations en concert au début de 1971. Le groupe va ainsi profiter de ses concerts pour tester certaines parties et en composer d'autres.
Le claviériste Richard Wright a déclaré avoir composé l'introduction au piano et la principale progression d'accords de la chanson, et que le bassiste Roger Waters avait écrit les paroles,. Au début du développement, le premier couplet de la chanson n'est pas encore finalisé et fait référence à la rencontre de deux corps célestes. Cependant, dès 1971, Waters souhaite que ses paroles reflètent le « monde intérieur » de l'homme et il veut éviter toute référence à l'espace, comme c'était souvent le cas dans les paroles des premières chansons de Pink Floyd. Waters désire ainsi « descendre du ciel vers la terre, se concentrer moins sur les envolées fantaisistes et plus sur ce qui nous concerne en tant que personnes ordinaires »,. Les paroles finales s'inspirent par exemple du séjour de Waters à Londres entre le milieu et la fin des années 1960, ressentant un sentiment de déconnexion et cherchant le potentiel des humains à se connecter les uns aux autres. Il observe notamment depuis son appartement de Goldhawk Road le passage d'une procession de banlieusards, ce qui donne les paroles « Strangers passing in the street » (litt. « des étrangers passant dans la rue »),. Selon l'auteur George Reisch, Waters est également consciemment inspiré par les Beatles : la ligne « I am he as you are me » rappelle le titre I Am the Walrus et « … exciting and inviting me » se retrouve également dans Across the Universe. Echoes établit une tendance chez Waters à écrire des paroles emphatiques et à explorer la communication, qui est un thème clé de The Dark Side of the Moon (1973) et de son travail solo ultérieur,.
Alors que chaque partie a été composée séparément, Pink Floyd en sélectionne certaines et répète une version complète avant d'enregistrer le morceau final. L'enregistrement en studio est réparti entre les studios Abbey Road, Morgan et AIR à Londres ; ces deux derniers sont utilisés parce qu'ils disposent d'un enregistreur à 16 pistes, ce qui facilite l'assemblage des éléments individuels de la chanson. Les pistes d'accompagnement de base sont enregistrées entre le 3 et le 19 mars à Abbey Road, tandis que des overdubs supplémentaires sont enregistrés aux AIR Studios du 30 mars au 1er mai et les finitions sont appliquées aux Morgan Studios. En 1971, Pink Floyd participe à un épisode de l'émission 24 Hours de la BBC One, qui traite des enregistrements pirates, et dans lequel ils répètent Echoes à Abbey Road.

### Parution et accueil
Echoes occupe la totalité de la deuxième face de l'album Meddle, sorti le 30 octobre 1971. Le batteur Nick Mason a déclaré plus tard que cela était sûrement dû au fait que le groupe souhaitait placer les titres les plus appropriés pour la radio sur la première face. Une version éditée de la chanson apparaît sur la compilation Echoes: The Best of Pink Floyd sortie 2001, et comme matériel promotionnel 8 pistes,. La version tirée de Pink Floyd: Live at Pompeii sort quant à elle dans les cinémas en septembre 1972 ; elle sort pour la première fois en vidéo en 1983, puis en DVD en 2003. Plusieurs démos et versions live sont également publiées sur le coffret The Early Years 1965-1972 sorti en 2016.
Dans une critique de l'album Meddle, Jean-Charles Costa de Rolling Stone donne à Echoes une critique positive. Costa décrit Echoes comme « une extravagance auditive de 23 minutes de Pink Floyd qui occupe toute la deuxième face, reprend, dans un nouveau cadre musical, certains des vieux thèmes et lignes mélodiques des albums précédents » ajoutant « Tout cela plus un segment funky d'orgue-basse-batterie et un solo étonnant de David Gilmour s'ajoute à une belle sortie électronique prolongée »,.
New Musical Express, qui couvre la première date de la tournée britannique de 1972 de Pink Floyd au Brighton Dome, qualifie Echoes de point culminant du concert, l'appelant « magistral »,. En examinant le concert de 1975 à Knebworth, Sounds dit que malgré une performance mitigée dans le set principal, Echoes est « superbe » et « jouée sans faille »,. Rolling Stone trouve la performance de Gilmour du morceau à Gdańsk à la fin de la tournée On An Island en 2006 « à couper le souffle ». Le guitariste de tournée Phil Manzanera a déclaré que « cette version […] était la plus longue et la meilleure. […] C'est comme si Richard [Wright] savait qu'il se passait quelque chose, et qu'il est resté plus longtemps. C'est une chanson magique »,.
L'auteur Ed Macan a qualifié Echoes de « chef-d'œuvre », notant comme Andy Cush de Pitchfork l'importance de ce morceau comme transition entre le matériel expérimental du groupe et son succès commercial ultérieur. Cush souligne également qu’Echoes est « ambitieux au-delà de tout ce que Pink Floyd avait tenté avant [et] sauvage au-delà de tout ce qu'ils tenteraient après »,. En 2008, le magazine Uncut classe Echoes à la 30e place d'une liste des 30 meilleures chansons de Pink Floyd, tandis qu'en 2011 les lecteurs de Rolling Stone la désignent comme la cinquième meilleure chanson de Pink Floyd. Le site Acclaimed Music classe Echoes à la 78e place des chansons les plus acclamées de 1971.
Les membres de Pink Floyd ont des avis mitigés sur le morceau. Wright a déclaré que le morceau était « un sommet » et « l'un des meilleurs morceaux que le Floyd ait jamais fait ». Waters et Gilmour ont déclaré qu'il s'agissait d'un avant-goût des choses à venir dans The Dark Side of the Moon, tandis que Mason a déclaré que le morceau était « un peu trop long ».

### En concert
Pink Floyd joue Echoes pour la première fois au Norwich Lads Club le 22 avril 1971 . Le morceau fait partie intégrante du répertoire du groupe jusqu'au concert à Knebworth Park le 5 juillet 1975,. Elle est annoncée à l'origine par son titre provisoire, Return of the Son of Nothing. Elle est formellement identifiée comme Echoes avant la tournée du groupe au Japon, qui débute le 6 août 1971. De temps en temps, Waters présente la chanson avec des titres stupides, tels que Looking Through the Knotholes in Granny's Wooden Leg (litt. « Regarder à travers les trous de la jambe de bois de grand-mère »), We Won The Double (litt. « Nous avons gagné le doublé », une référence au Arsenal Football Club remportant le championnat et la coupe d'Angleterre durant la saison 1970-1971), et March of the Dambusters (litt. « La marche des briseurs de barrage »).

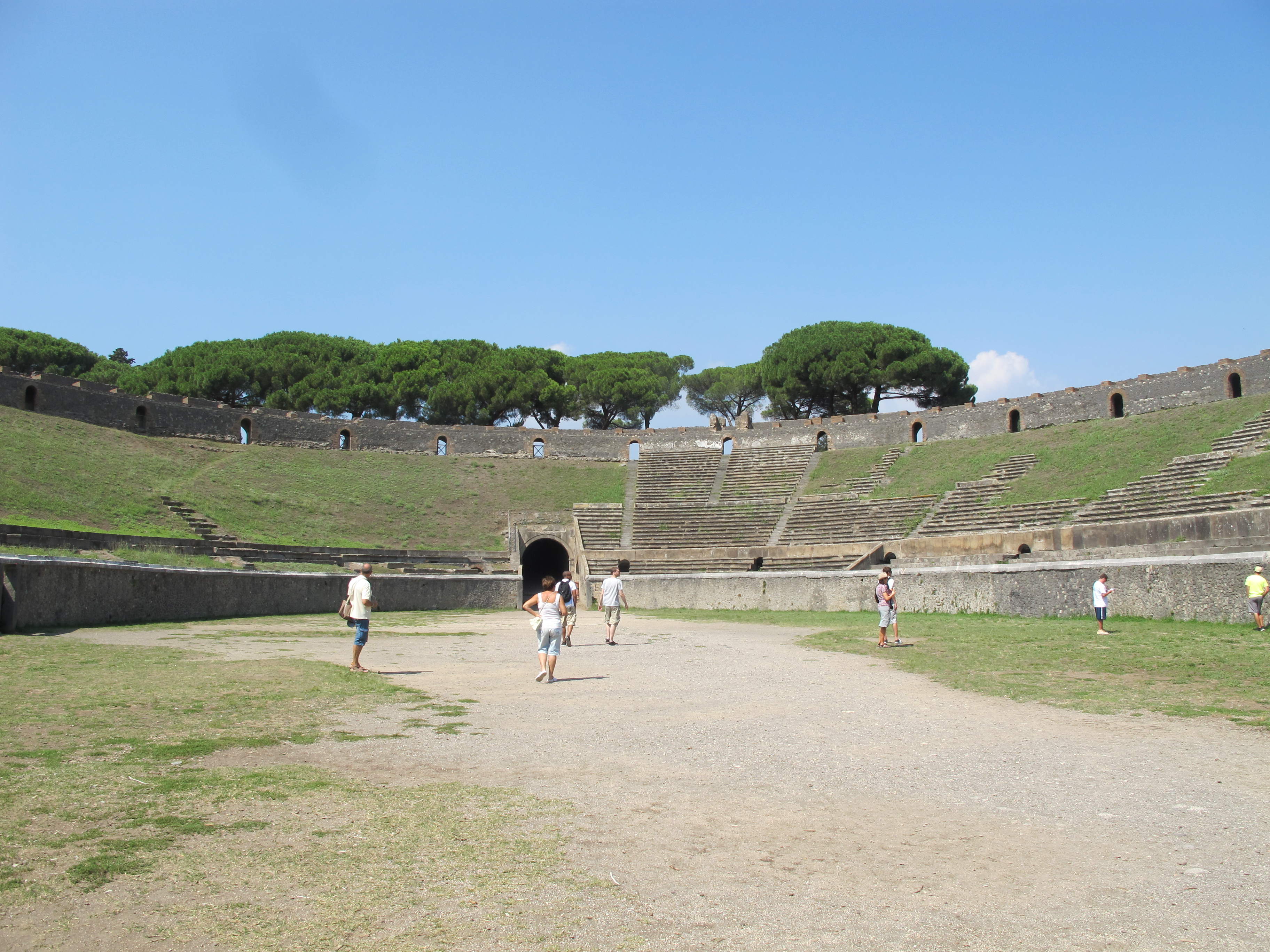
L'amphithéâtre de Pompéi, où Pink Floyd a tourné le film Pink Floyd: Live at Pompeii en 1971.

La chanson est jouée lors d'un concert de la BBC Radio 1 enregistré le 30 septembre 1971 et diffusé le 12 octobre,. Peu de temps après, Pink Floyd filme une représentation sans public à l'amphithéâtre de Pompéi pour le film Pink Floyd: Live at Pompeii. Le titre y est alors divisé en deux moitiés pour ouvrir et fermer le film,. Echoes est l'un des quatre morceaux que Pink Floyd joue en collaboration avec un ballet chorégraphié par Roland Petit à la fin de 1972 et au début de 1973. Le morceau comprend une pièce de ballet solo pour Rudy Bryans des Ballets de Marseille. Pour les spectacles du groupe en 1973 à Earl's Court, l'interprétation d’Echoes comporte de grandes quantités de glace sèche versées sur la scène pendant la section centrale et des feuilles en forme de flammes jaillissant d'un chaudron au fond de la scène.

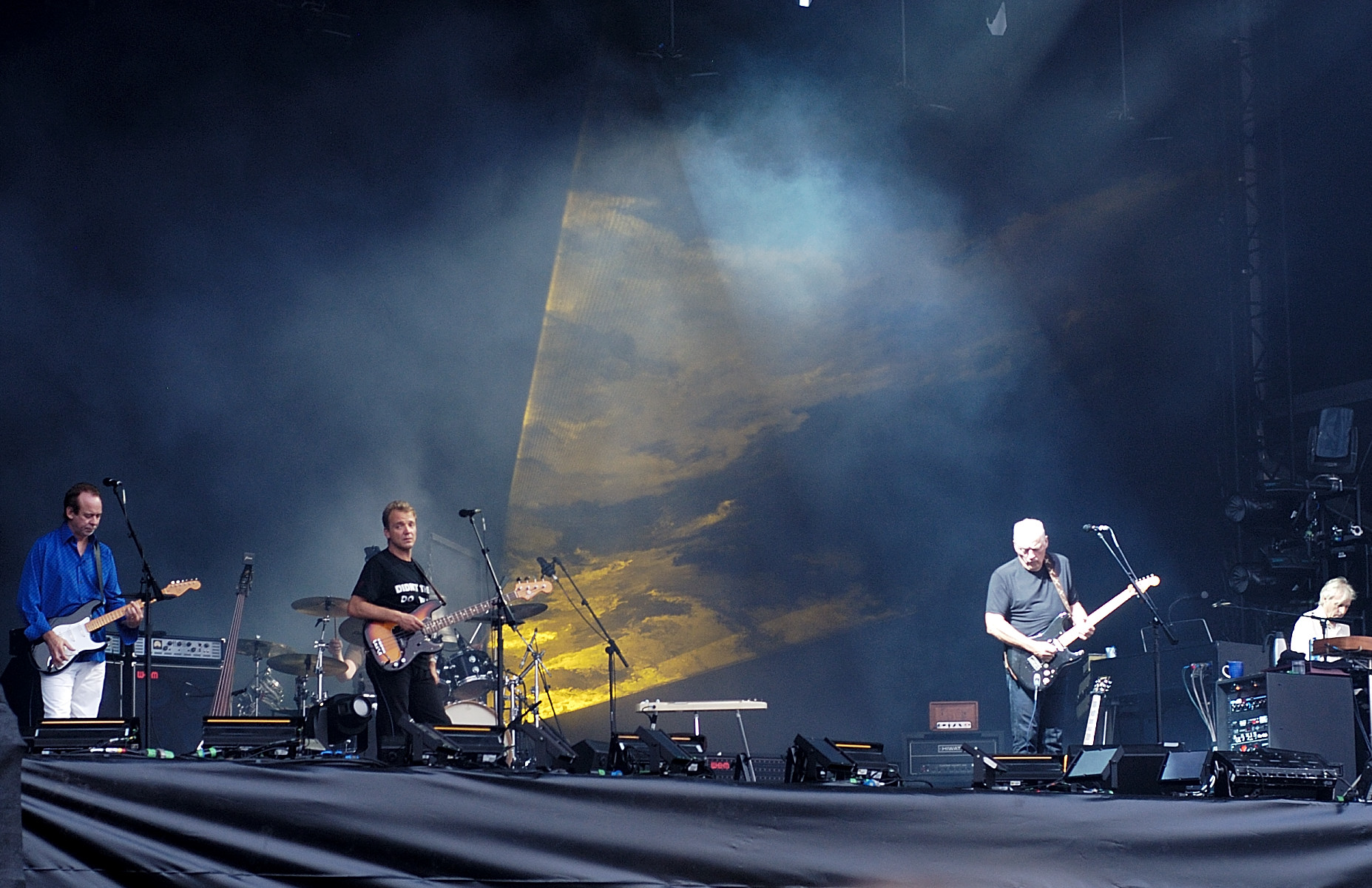
David Gilmour en concert à Munich en 2006.

De la fin de l'année 1974 jusqu'au concert de Knebworth, Echoes est joué en rappel, avec des chœurs de Venetta Fields et Carlena Williams ainsi que des solos de saxophone de Dick Parry au lieu des solos de guitare des concerts précédents. Echoes est jouée lors des onze premiers concerts de la tournée de l'album A Momentary Lapse of Reason de 1987, dans une version légèrement réarrangée et réduite à 17 minutes. Cependant, Gilmour est mal à l'aise à l'idée de chanter des paroles de « hippie », et les musiciens de la tournée ont des difficultés à reproduire le son de la version originale, le titre est donc remplacé par Shine On You Crazy Diamond,,.
Gilmour ressuscite la chanson lors de sa tournée de 2006 On an Island Tour en tant que numéro de clôture du set principal, avec Wright dans son groupe. Wright a déclaré qu'il aimait toujours jouer la chanson en concert et qu'il était étonné par la réaction du public au « ping » d'ouverture durant la tournée. Ces performances apparaissent sur le film Remember That Night de Gilmour et sur l'album/film Live in Gdańsk. Une version acoustique spéciale, avec seulement Gilmour et Wright et filmée en direct à Abbey Road, figure en tant que piste cachée sur Remember That Night. Gilmour déclare à Rolling Stone en 2016, lors de son retour à Pompéi pour un concert solo, qu'il aurait aimé interpréter Echoes mais qu'il ne pouvait pas le faire sans Wright, décédé en 2008 : « Il y a quelque chose de spécifiquement si individuel dans la façon dont Rick et moi jouions [ce titre], que vous ne pouvez pas demander à quelqu'un de l'apprendre et de le faire juste comme ça »,. De même, Mason n'a pas joué Echoes en concert avec son groupe, Nick Mason's Saucerful of Secrets, car il estime que le morceau est trop fortement identifié à Wright, bien que la prochaine tournée du groupe en 2022 soit intitulée The Echoes Tour.

### Postérité
Le film Crystal Voyager de George Greenough (1973) se termine par un segment de 23 minutes. La version intégrale d’Echoes y accompagne un montage d'images filmées par Greenough à partir d'une caméra montée sur son dos alors qu'il surfait sur sa planche à genoux,. Le groupe autorise Greenough et le réalisateur David Elfick à utiliser la musique dans leur film en échange des séquences de Greenough comme fond visuel lorsqu'ils interprètent Echoes en concert. Au début des années 1990, il est prévu d'utiliser ces séquences dans une publicité pour un nettoyant pour toilettes, mais le groupe n'a pas donné son accord.
Echoes comporte un riff instrumental identique au thème d'ouverture de la comédie musicale sortie en 1986 The Phantom of the Opera d'Andrew Lloyd Webber. Waters envisage d'abord d'intenter une action en justice contre Lloyd Webber pour plagiat avant d'y renoncer. Au lieu de cela, il critique Lloyd Webber dans It's a Miracle sur son album solo Amused to Death (1992).
Comme pour l'effet Dark Side of the Rainbow, des fans suggèrent que Echoes se synchronise par coïncidence avec le film 2001, l'Odyssée de l'espace de Stanley Kubrick, sorti en 1968, lorsque le morceau est joué en même temps que le segment final de 23 minutes intitulé « Jupiter et au-delà de l'infini »,. Kubrick utilise plus tard des copies de la bande originale de 2001 et de Atom Heart Mother (1970) de Pink Floyd comme accessoires dans la scène du magasin de disques de Orange mécanique (1971).
Alien Sex Fiend reprend le titre pour un album hommage à Pink Floyd, A Saucerful of Pink, sorti en juillet 1995. Le musicien britannique Ewan Cunningham reprend Echoes en 2017 et met en ligne une vidéo YouTube qui le montre jouant lui-même toutes les parties. Cette reprise est fortement inspirée de la version Live at Pompeii. Le duo de guitaristes acoustiques Rodrigo y Gabriela a repris Echoes sur son album Mettavolution de 2019, l'un des sept morceaux qui ont valu à l'album un prix du meilleur album instrumental contemporain lors de la 62e cérémonie des Grammy Awards en 2020. En évaluant cette reprise, Rolling Stone écrit que « comme l'original, la chanson est son propre voyage, et c'est magnifique »,.

## Caractéristiques artistiques
Echoes commence par un « ping » créé à la suite d'une expérience menée au tout début des sessions Meddle, produit en amplifiant un piano à queue joué par Richard Wright, et en envoyant le signal à travers une cabine Leslie et une unité Binson Echorec. Après plusieurs « pings », une guitare slide jouée par David Gilmour s'y joint progressivement. Les couplets sont chantés en harmonie par Gilmour et Wright, et rejoints par un riff joué à l'unisson par Gilmour et le bassiste Roger Waters,. Un solo de guitare de Gilmour suit, joué sur une Fender Stratocaster à travers une boîte d'effets Fuzz Face, avant de répéter le riff précédent, ce qui mène à une jam d'influence funk.

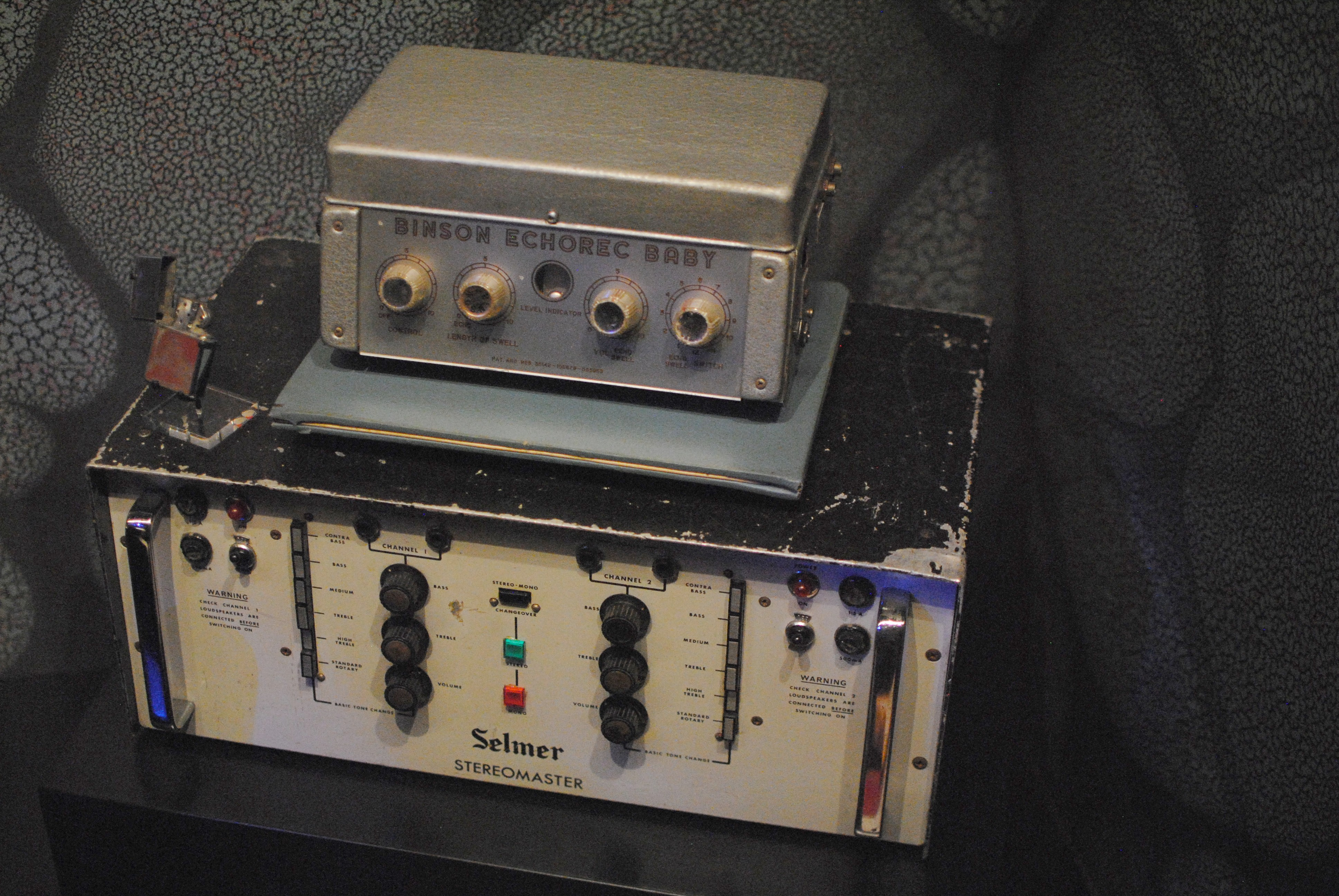
Un Binson Echorec Baby sur un Selmer Stereomaster utilisés pour produire Echoes.

Dans la section centrale de la chanson, Waters utilise une slide et un Binson Echorec. Gilmour joue un bruit strident aigu, qui est créé en branchant une pédale wah-wah à l'envers. Le batteur Nick Mason a expliqué plus tard qu'il s'agissait d'un accident, et que leur expérience avec Ron Geesin leur avait appris à accepter l'expérimentation et à essayer n'importe quoi si cela pouvait fonctionner sur une chanson. Ceci est suivi d'une répétition des « pings » du piano d'ouverture et d'un solo d'orgue Farfisa de Wright, avec un accompagnement influencé par Good Vibrations des Beach Boys (1967),,.
Après un troisième couplet final, la fin de la pièce présente un segment semblable à une chorale jouant une gamme de Shepard. Ce son est créé en plaçant deux magnétophones dans les coins opposés d'une pièce ; les bandes d'accords principaux de la chanson sont introduites dans l'un des magnétophones et lues en même temps que l'enregistrement. L'autre magnétophone est réglé pour lire ce qui est enregistré ; cela crée un délai entre les deux enregistrements, influençant la structure des accords,.

## Fiche technique

### Versions
Echoes figure sur un album, plusieurs albums live et plusieurs compilations. Le titre a également été copié de manière non-officielle, tel que sur les bootlegs Return of the Son of Nothing, Live in Montreux 1971 et The Last BBC Session 1971,,.
| 6. | Echoes (Pink Floyd) | 1971 | 23 min 34 s |

| 6. | Echoes, parts 1 and 2 (Pink Floyd) | 1972 | 24 min 56 s |

| 5. | Echoes (Pink Floyd) | 2001 | 16 min 30 s |

| 19. | Echoes (David Gilmour, Richard Wright et autres) | 2006 | 25 min 25 s |

### Interprètes originaux
Echoes est écrite et enregistrée par, :
- Rick Wright : claviers, effets sonores, voix ;
- David Gilmour : voix, guitares, synthétiseur, effets sonores, basse sans frettes ;
- Roger Waters : guitare basse, effets sonores ;
- Nick Mason : batterie, percussions, effets sonores.

### Équipe de production
- Pink Floyd : production, concept de la pochette
- Rob Black : ingénieur du son (studios Morgan)
- Roger Quested : ingénieur du son (studios Morgan)
- Peter Bown : ingénieur du son (studios Air et EMI)
- John Leckie : ingénieur du son (studios Air et EMI)
- James Guthrie : remastering
- Doug Sax : remastering

### Citations originales
1. ↑  (en) « first two minutes romantic, next two up-tempo ».
2. ↑  (en) « come down to earth a bit, get a bit less involved with flights of fancy and a bit more involved with what we as people are actually involved in ».
3. ↑  (en) « a 23-minute Pink Floyd aural extravaganza that takes up all of side two, recaptures, within a new musical framework, some of the old themes and melody lines from earlier albums. […] All of this plus a funky organ-bass-drums segment and a stunning Gilmour solo adds up to a fine extended electronic outing ».
4. ↑  (en) « masterful ».
5. ↑  (en) « pretty superb » and « played flawlessly ».
6. ↑  (en) « that version of "Echoes" was the longest one and the best one. […] It’s like Richard knew something was up, and he stayed on longer. It’s a magical song ».
7. ↑  (en) « masterpiece ».
8. ↑  (en) « ambitious beyond anything Pink Floyd had attempted before, wild beyond anything they’d attempt after ».
9. ↑  (en) « There's something that's specifically so individual about the way that Rick and I play in that, that you can't get someone to learn it and do it just like that ».
10. ↑  (en) « like the original, the song is its own journey, and it's beautiful ».